# Hypsiboas atlanticus
Hypsiboas atlanticus är en groddjursart som först beskrevs av Ulisses Caramaschi och Velosa 1996.  Hypsiboas atlanticus ingår i släktet Hypsiboas och familjen lövgrodor. IUCN kategoriserar arten globalt som livskraftig. Inga underarter finns listade i Catalogue of Life.